# 馮暄
冯暄（？—？），出自长乐冯氏，南陳、隋朝將領，馮僕的次子。

## 生平
番禺夷人王仲宣起兵造反，馮暄的祖母冼夫人派冯暄率军救援广州，冯暄与叛军将领陈佛智友善，于是故意逗留不进。冼夫人得知后，派人到军中逮捕了冯暄，关押在州城监狱；又派遣冯暄的弟弟冯盎率军讨伐陈佛智，将他斩首。平乱後，隋文帝下敕令由于冼夫人忠心朝廷，立功边陲，特赦免冯暄逗留不进之罪，任命他为罗州刺史。开皇末年，冯暄讨平李大檀，安排俚人首领管理州县，大家悦服。武德六年（623年）四月，南州刺史庞孝恭、越州宁道明、高州首领冯暄反唐，陷越州，进攻姜州；南合州刺史宁纯引兵去救。武德八年（625年），冯暄撤出越州。武德九年（626年），唐太宗派韦叔谐、李公淹持节宣谕，冯暄降唐。贞观初年，冯暄去世。